# Ootmarsum
Ootmarsum (Nedersaksisch: Oatmöske) is een stadje in Twente (provincie Overijssel, Nederland). Rond 1300 werden aan Ootmarsum stadsrechten verleend. Tot 2001 vormde Ootmarsum met enkele omliggende buurtschappen de gemeente Ootmarsum. In 2001 is de gemeente Ootmarsum met de gemeenten Denekamp en Weerselo gefuseerd tot de gemeente Dinkelland.

## Geschiedenis
In november 917 stierf Radboud, bisschop van Utrecht, in Ootmarsum, nadat hij tijdens een reis in Drenthe ziek was geworden. Volgens de levensbeschrijving van de bisschop beschikte Ootmarsum toen over een oratorium.
Ootmarsum was rond het jaar 1000 een van de grootste parochies in Twente, westwaarts strekte het zich oorspronkelijk tot en met Almelo uit.
In 1195 verwoestten Drentse huurlingen - die werkten namens de graaf van Gelre - de kerk van Ootmarsum. Hierna werd begonnen met de bouw van een nieuwe kerk die uiteindelijk zou uitgroeien tot de huidige Simon en Judaskerk.
In de middeleeuwen floreerde de handel in Ootmarsum, vanwege de gunstige ligging; zowel aan een belangrijke noord-zuid-route als aan de route West-Nederland - Noord-Duitsland. Rond 1300 werden aan Ootmarsum stadsrechten verleend. Vervolgens werd Ootmarsum voorzien van eigen vestingwerken in de vorm van een dubbele rij grachten met aarden wallen.
In het kader van de Tachtigjarige Oorlog vestigden Spanjaarden zich in Ootmarsum. Zij werden in 1597 door legers van Prins Maurits uit Ootmarsum verdreven, waarna de vesting ontmanteld werd. Een kogel in de kerk herinnert nog aan dit beleg.
Ten zuiden van het stadje lag een commanderij van de Duitse Orde. Later werd dit de havezate Huis Ootmarsum. Zowel stad als Huis zijn vereeuwigd door Jacob van Ruisdael (circa 1628-1682).
De opkomst van de industrie in Twente ging aan Ootmarsum voorbij; het bleef een akkerbouwstadje. Hierdoor stokte de ontwikkeling van Ootmarsum, wat in de tweede helft van de 20e eeuw een gunstig effect had op de toeristenindustrie: het nostalgische stadscentrum doet oude tijden herleven.

## Geografie

### Het Springendal
Ten noorden van de (oude) gemeentegrens ligt natuurgebied het Springendal. Dit bosrijke natuurgebied is 355 hectare groot.

## Cultuur
Ootmarsum wordt ook wel siepelstad genoemd. De siepel (ui) wordt in overdrachtelijke zin ook als toeristische trekpleister gebruikt. Drie keer per jaar tijdens de bouwvakvakantie is er een siepelmarkt, die bezoekers trekt uit de wijde omgeving.

### Bezienswaardigheden
- In Ootmarsum zijn talloze vakwerkhuizen te vinden.
- In Ootmarsum zijn diverse galerieën gevestigd, waarvan de galerieën van Ton Schulten en Annemiek Punt sinds hun komst begin jaren '90 de oudsten zijn.
- Op straat zijn er kunstwerken, waaronder een sculptuur van de poaskearls.
- In het centrum van Ootmarsum bevindt zich de H.H. Simon en Judaskerk, een dertiende-eeuwse pseudobasiliek in Westfaalse romanogotiek met een laatgotisch koor en tweede transept, opgetrokken uit Bentheimer zandsteen. De kerk is in 1969 gerestaureerd.
- Aan de Ganzenmarkt bevindt zich de neoclassicistische Napoleonskerk van de Nederlands Hervormde kerk, gebouwd in 1810.
- Het stadhuis van Ootmarsum dateert (deels) uit 1778.
- In het openbaar groen aan de Smithuisstraat is op de grond een zogenaamde analemmatische zonnewijzer aangebracht, waarin men zelf, door in het midden te gaan staan, als zonnewijzer fungeert en het juiste uur aanwijst.
- De Flora Ootmarsum wordt sinds 1989 jaarlijks gehouden. Deze tentoonstelling van met name fuchsia's trekt steeds circa 10.000 bezoekers.
- De Molen van Oude Hengel, een korenmolen uit 1872.
- Een deel van Ootmarsum is een beschermd stadsgezicht.
- Klooster.

Zie ook
- Lijst van rijksmonumenten in Ootmarsum
- Lijst van gemeentelijke monumenten in Ootmarsum

### Musea
- Openluchtmuseum Lös Hoes Ootmarsum
- Onderwijsmuseum Educatorium Ootmarsum
- Chronomium Centrum voor Tijdmeetkunde
- Museum Ton Schulten

### Koale Karmis
Traditioneel vindt jaarlijks de laatste kermis in de regio plaats in Ootmarsum, meestal in november. Omdat de buitentemperatuur tijdens deze kermis over het algemeen vrij laag is wordt de kermis ook wel de Koale Karmis genoemd, wat 'koude kermis' betekent.

### Vlöggeln
In Ootmarsum wordt Pasen op een bijzondere manier gevierd door de rooms-katholieken, die het overgrote deel van de inwoners uitmaken. Op eerste paasdag (zondag) maken de poaskearls (Paascommissie) ‘s ochtends vroeg en ‘s middags een rondgang om de kerk en zingen daarbij paasliederen. De inwoners van Ootmarsum worden daarna uitgenodigd om in een lange rij hand-in-hand door het stadje te lopen, het zogenaamde Vlöggeln. Op Tweede Paasdag herhaalt zich dit. 

## Geboren
- Sigismund van Heiden Hompesch (1731-1790), drost van Twente en Salland
- Paul August Tichelaar (1861-1913), rechtsgeleerde
- Ton Schulten (1938), kunstschilder
- Han Polman (1963), politicus (Commissaris van de Koning in Zeeland)]
- Tom Veelers (1984), wielrenner
- Tess von Piekartz (1992), volleybalster
- Merle Baasdam (1998), volleybalster
- Eline Geerdink (2000), volleybalster

## Externe link

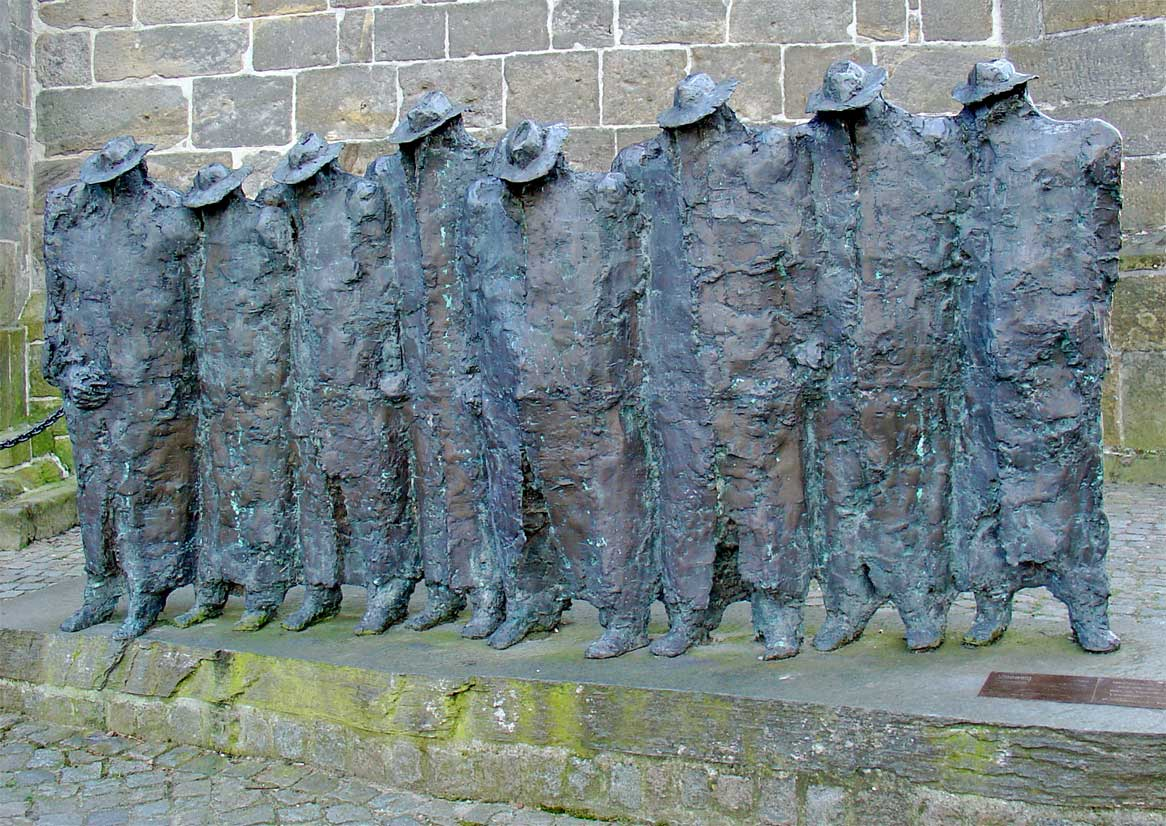
Poaskearls
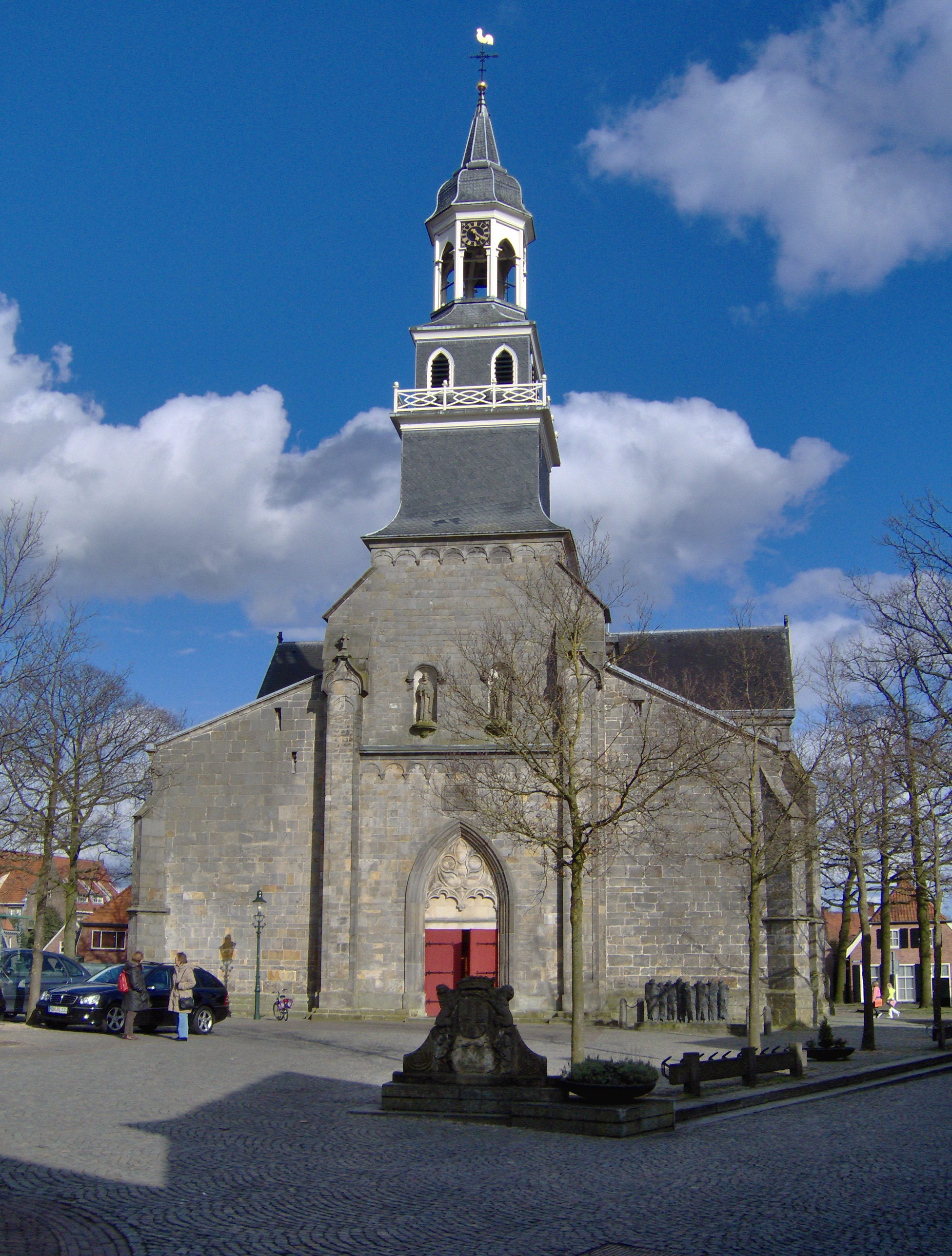
De rooms-katholieke H.H. Simon en Judaskerk te Ootmarsum